# Élections législatives de 1877 en Inde française
Les élections législatives de 1877 en Inde française ont eu lieu le 11 novembre 1877.

## Mode de scrutin
La Chambre des députés est composée de 533 sièges pourvus au Scrutin uninominal majoritaire à deux tours.
Le mode de scrutin suit la Loi organique du 30 novembre 1875 sur l'élection des députés.
Ainsi l'article 18 précise qu'il faut réunir pour être élu au premier tour :
- la majorité absolue des suffrages exprimés ;
- un nombre de suffrages égal au quart des électeurs inscrits.

Au deuxième tour la majorité relative suffit. En cas d'égalité c'est le plus âgé qui est élu.
Dans le département de l'Inde française, un seul député est à élire.

## Résultat

### Circonscription unique
| Candidat       | Candidat                           | Étiquette,     | Premier tour | Premier tour |
| Candidat       | Candidat                           | Étiquette,     | Voix         | %            |
| -------------- | ---------------------------------- | -------------- | ------------ | ------------ |
|                | Jules Godin                        | Centre gauche  | 15 314       | 65,57        |
|                | Jean-Jacques Le Normant de Flaghac | Légitimiste    | 8 040        | 34,42        |
|                | Divers                             |                | 2            | 0,01         |
|                |                                    |                |              |              |
| Inscrits       | Inscrits                           | Inscrits       | 56 811       | 100,00       |
| Votants        | Votants                            | Votants        | 23 414       | 41,21        |
| Abstention     | Abstention                         | Abstention     | 33 397       | 58,79        |
| Blancs et nuls | Blancs et nuls                     | Blancs et nuls | 58           | 0,25         |
| Exprimés       | Exprimés                           | Exprimés       | 23 356       | 99,75        |